# Kazoku Robinson hyōryūki fushigina shima no furōne
Kazoku Robinson hyôryûki fushigina shima no furône (家族ロビンソン漂流記ふしぎな島のフローネ "Familia robinson perdida en el mar, Flone en la isla maravillosa"?), también conocida como La familia robinson y Los robinsones de los mares del sur, es una serie de anime  basada en la novela suiza Der Schweizerische Robinson ("Los suizos robinson") de Johann David Wyss.  La serie fue emitida originalmente en Japón en el año 1981, parte del contenedor infantil World Masterpiece Theater o Meisaku de Nippon Animation.  El contenedor había antes y después producido una gran variedad de series de animación basadas en diferentes obras literarias infantiles; entre ellas estaban "Heidi" (1974), "Las aventuras de Tom Sawyer" (1980) y "Lucy" (1982).

## Argumento
En su largo viaje en barco desde Suiza a Australia, una familia corre la mala suerte de ser víctima de un naufragio; por fortuna, el barco se estanca en unas rocas en el mar y logran sobrevivir.  Los miembros de la familia conocida como "robinson," en referencia a Robinson Crusoe, son los únicos sobrevivientes y afortunadamente encuentran una isla desierta que desde ese día se convierte en su nuevo hogar.  Lejos de la civilización, la familia robinson tiene que valerse de todo lo que pueda encontrar en la isla para sobrevivir.  El padre, un médico suizo de gran sabiduría conoce lo necesario sobre el mundo salvaje para guiar a su esposa e hijos, y ellos cuentan con su ayuda para aprender a fabricar todo tipo de utensilios necesarios, como tenedores y cucharas e incluso zapatos y ropa.  Después de un tiempo, con las habilidades necesarias, logran hacerse una gran casa en la copa de un árbol que les da un cómodo lugar donde dormir y los protege de visitantes indeseados por las noches.  Cada miembro consigue sacar nuevas fuerzas de esta experiencia hasta el día en que puedan lograr su propósito; continuar su viaje destino a Australia.

## Curiosidades
- En el libro original de Johann David Wyss, Der Schweizerische Robinson, los hijos "Robinsones" eran cuatro y todos varones: Fritz, Ernest, Jack y Franz.  Flone es un personaje creado por Nippon Animation que no figuraba en la obra literaria original.

## Temas musicales
- 1. hadashi no FUROONE (Flone de los pies descalzos) (Tema de apertura) (cantada por han keiko)
- 2. FUROONE no yume (El sueño de Flone) (Tema de cierre) (cantada por saka koichi)
- 3. kocchi he oide FUROONE (Ven acá Flone) (cantada por koichi saka)
- 4. hoshi no komoriuta (Arrullo de las estrellas) (cantada por takeda eri)
- 5. kaze to utaou (Cantemos con el viento) (cantada por furuya touru)
- 6. ashita ni nareba (Si ya fuera mañana) (cantada por todake iko)

Compuestas por katsuhisa hattori y  koichi sakata, et al.

## Listado de episodios
- 1. La carta
- 2. La partida
- 3. Flone cambia de idea
- 4. Hacia Australia
- 5. La capitana Flone
- 6. Un tifón terrible
- 7. Para papá no hay nada imposible
- 8. Hacia la isla
- 9. Una nueva familia
- 10. Un triste reencuentro
- 11. El bosque abandonado
- 12. El entusiasmo de mi madre
- 13. Los ojos de Franz
- 14. Puedo escuchar la canción de las conchas marinas
- 15. La casa en el árbol
- 16. Inicio de clases
- 17. El campo de mi madre
- 18. ¡Rescatemos a Mercre!
- 19. Flone va de caza
- 20. Veo el barco
- 21. Tortuga bebé
- 22. Jack es un colector
- 23. Vacaciones en la isla deshabitada
- 24. Flone se va de casa
- 25. Una noche muy oscura en la isla deshabitada
- 26. ¿Mi hermano es un arquero?
- 27. Feria musical en la isla deshabitada
- 28. La enfermedad de Jack
- 29. La averiguación de Flone ha fallado
- 30. Un castigo poco severo
- 31. ¿Lo tomaré?
- 32. ¡Hicimos un barco!
- 33. Lluvia, lluvia, regresa de nuevo
- 34. La búsqueda de la cueva
- 35. El secreto de la cueva
- 36. Aparecen los espíritus
- 37. Nuevos náufragos
- 38. Un niño y una niña
- 39. El rebelde Morton
- 40. El joven Tom-Tom
- 41. Morton ha ido muy lejos
- 42. Un terremoto aterrador
- 43. Morton regresa
- 44. ¡Una vez más en un barco!
- 45. No te mueras, Robert
- 46. No dejen a la cabra
- 47. No dejen a la cabra (Continuación)
- 48. ¡Adiós, isla deshabitada!
- 49. ¡Tierra a la vista!
- 50. ¡Hasta la próxima!